# Championnat de Belgique masculin de handball 1965-1966
Navigation
1964-1965 1966-1967
La saison 1965-1966 du Championnat de Belgique masculin de handball est la 8e édition de la plus haute division belge de handball. La compétition est composée de 12 équipes jouant chacune l'une contre l'autre au total des 22 journées.
Le CH Schaerbeek Brussels remporte son tout premier titre qui met fin à l'hégémonie de ROC Flémalle et sa série de 8 sacres consécutifs. Cette édition a également été entachée d'une polémique résultant de la mort du joueur vedette du ROC Flémalle, Richard Lespagnard et de l'attribution du sacre des bruxellois par forfait.
Enfin, le HC Beyne et le SD Antwerpse sont relégués et seront remplacés la saison suivante par l'EV Aalst et le Progrès HC Seraing.

## Participants
| - ROC Flémalle - Unif - KV Sasja HC - Elita Lebbeke - TSV Eupen - CH Schaerbeek Brussels |  | - HC Beyne - Sunday’s - KAV Dendermonde - SD Antwerpse - JS Herstal - HV Uilenspiegel Wilrijk |

### Localisation
| \| ROC Flémalle Unif KV Sasja HC Elita Lebbeke TSV Eupen CH Schaerbeek HC Beyne Sunday’s KAV Dendermonde SD Antwerpse JS Herstal HV Uilenspiegel Wilrijk \| Localisation des clubs engagés dans le championnat |
| ROC Flémalle Unif KV Sasja HC Elita Lebbeke TSV Eupen CH Schaerbeek HC Beyne Sunday’s KAV Dendermonde SD Antwerpse JS Herstal HV Uilenspiegel Wilrijk                                                          |

Nombre d'équipes par Province
| # | Province                      | Nombre | Équipe(s)                                                               |
| - | ----------------------------- | ------ | ----------------------------------------------------------------------- |
| 1 | Province de Liège             | 5      | ROC Flémalle, Université de Liège, HC Beyne, TSV Eupen 1889, JS Herstal |
| 2 | Province d'Anvers             | 3      | KV Sasja HC, HV Uilenspiegel Wilrijk, SD Antwerpse                      |
| 3 | Province de Brabant           | 2      | Sunday’s, CH Schaerbeek Brussels                                        |
| 3 | Province de Flandre-Orientale | 2      | KAV Dendermonde, Elita Lebbeke                                          |

## Compétition

### Organisation du championnat
La saison est disputée par 12 équipes jouant chacune l'une contre l'autre à deux reprises selon le principe des phases aller et retour. Une victoire rapporte 2 points, une égalité, 1 point et, donc une défaite 0 point.
Après la saison, l'équipe qui aura totaliser le maximum de points sera sacré championne de Belgique tandis que les deux équipes ayant engrangé le moins de points seront relégués et évolueront en division 2 la saison suivante.

### Classement
|    | Équipe                  | Pts | J  | G  | N | P  | Bp  | Bc  | Diff |
| -- | ----------------------- | --- | -- | -- | - | -- | --- | --- | ---- |
| 1  | ROC Flémalle (T)        | 39  | 22 | 19 | 1 | 2  | 491 | 210 | 281  |
| 2  | CH Schaerbeek Brussels  | 39  | 22 | 19 | 1 | 2  | 361 | 208 | 153  |
| 3  | Elita Lebbeke           | 29  | 22 | 13 | 3 | 6  | 381 | 217 | 164  |
| 4  | JS Herstal              | 28  | 22 | 13 | 2 | 7  | 258 | 251 | 7    |
| 5  | KV Sasja HC             | 22  | 22 | 10 | 2 | 10 | 339 | 331 | 8    |
| 6  | Université de Liège     | 21  | 22 | 10 | 1 | 11 | 331 | 325 | 6    |
| 7  | Sunday’s                | 20  | 22 | 9  | 2 | 11 | 357 | 279 | 78   |
| 8  | KAV Dendermonde         | 20  | 22 | 10 | 0 | 12 | 302 | 333 | -31  |
| 9  | TSV Eupen               | 17  | 22 | 8  | 1 | 13 | 261 | 337 | -76  |
| 10 | HV Uilenspiegel Wilrijk | 16  | 22 | 8  | 0 | 14 | 243 | 331 | -88  |
| 11 | HC Beyne                | 10  | 22 | 5  | 0 | 17 | 254 | 345 | -91  |
| 12 | SD Antwerpse            | 3   | 22 | 1  | 1 | 20 | 247 | 478 | -231 |

|                 | match de barrage pour l'attribution du titre de champion de Belgique |
|                 | Relégation en division 2                                             |
| (T)             | Tenant du titre                                                      |
| en augmentation | Promu de 1965                                                        |

### Matchs
.
| Résultats (dom.\ext.)                                      | ROC  | CHS   | ELI   | JSH   | KVS  | UNI | SUN   | KAV | TSV   | BEY   | SDA  | UWI   |
| ROC Flémalle                                               |      | 11-14 | -     | -     | -    | -   | -     | -   | -     | -     | -    | -     |
| CH Schaerbeek Brussels                                     | -    |       | 12-3  | -     | -    | -   | -     | -   | -     | -     | -    | -     |
| Elita Lebbeke                                              | -    | -     |       | -     | -    | -   | -     | -   | -     | -     | -    | -     |
| JS Herstal                                                 | -    | -     | -     |       | -    | -   | -     | -   | -     | -     | -    | -     |
| KV Sasja HC                                                | -    | -     | -     | -     |      | -   | -     | -   | -     | -     | -    | -     |
| Université de Liège                                        | -    | -     | -     | -     | -    |     | 15-14 | -   | -     | -     | -    | 20-11 |
| Sunday’s                                                   | -    | -     | 11-14 | -     | -    | -   |       | -   | -     | -     | -    | -     |
| KAV Dendermonde                                            | -    | -     | -     | -     | 10-8 | -   | -     |     | -     | -     | 29-9 | -     |
| TSV Eupen                                                  | -    | -     | -     | 10-10 | -    | -   | -     | -   |       | -     | -    | -     |
| HC Beyne                                                   | -    | -     | -     | -     | -    | -   | -     | -   | 10-13 |       | -    | -     |
| SD Antwerpse                                               | -    | -     | -     | -     | -    | -   | -     | -   | -     | 30-26 |      | -     |
| HV Uilenspiegel Wilrijk                                    | 3-21 | -     | -     | -     | -    | -   | -     | -   | -     | -     | -    |       |
| - Victoire à domicile - Match nul - Victoire à l'extérieur |      |       |       |       |      |     |       |     |       |       |      |       |

### Finale du championnat
Au terme de la saison, le CH Schaerbeek Brussels et le ROC Flémalle terminent tous les deux avec 39 points au total. L'Union belge de handball décide alors d'organiser une finale sur terrain neutre à Mont-sur-Marchienne en Province de Hainaut pour déterminer l'équipe championne de Belgique. 
Pour préparer ce match des plus importants, le ROC Flémalle décide de participer au tournoi international du TSV Eupen 1889 qui a lieu une semaine avant la finale. Lors du match face à l'équipe luxembourgeoise du HB Eschois Fola, Richard Lespagnard est victime d'une crise cardiaque et décède sur le terrain  à l'âge de 44 ans,.
Le ROC Flémalle demande alors à l'Union belge de handball de reporter la finale, mais celle-ci refuse et décerne le titre de Champion de Belgique par forfait au CH Schaerbeek Brussels.
Le fait de ne pas reporter le match alors que pendant ce temps le ROC Flémalle enterre l'un de ses joueurs sera considéré comme l'une des premières grosses polémiques du handball en Belgique.

## Classement final
| Rang | Équipe                  |
| ---- | ----------------------- |
| 1er  | CH Schaerbeek Brussels  |
| 2e   | ROC Flémalle (T)        |
| 3e   | Elita Lebbeke           |
| 4e   | JS Herstal              |
| 5e   | KV Sasja HC             |
| 6e   | Université de Liège     |
| 7e   | Sunday’s                |
| 8e   | KAV Dendermonde         |
| 9e   | HV Uilenspiegel Wilrijk |
| 10e  | TSV Eupen               |
| 11e  | HC Beyne                |
| 12e  | SD Antwerpse            |

|                 | Champion de Belgique et qualifié pour la Coupe des clubs champions |
|                 | Relégués en division 2                                             |
| (T)             | Tenant du titre                                                    |
| en augmentation | Promu de début de saison                                           |

## Parcours en coupes d'Europe
| Club         | Compétition               |                                                     |
| ------------ | ------------------------- | --------------------------------------------------- |
| ROC Flémalle | Coupe des clubs champions | éliminé par le SK Rapid Vienne au tour préliminaire |

## Bilan de la saison
| Tableau d'honneur de la saison 2004-2005 |                             |               |
| Compétition                              | Vainqueur                   | Commentaire   |
| Championnat de Belgique                  | CH Schaerbeek Brussels      | 1er titre     |
| Pas de Coupe nationale                   | -                           | -             |
| Qualifications européennes               |                             |               |
| Compétition                              | Qualifiés                   | Qualifiés     |
| Coupe des clubs champions                | CH Schaerbeek Brussels      | Premier tour  |
| Promotions et relégations                |                             |               |
| Promu en Division 1 (D1)                 | Progrès HC Seraing EV Aalst | ? (D2) ? (D2) |
| Relégation en Division 2 (D2)            | HC Beyne SD Antwerpse       | 11e 12e       |